# Sri-Lanka-Rupie
Die Sri-Lanka-Rupie (Sinhala: රුපියල, Tamil: ரூபாய்) (Währungssymbol: ₨; ISO 4217: LKR) ist die aktuelle Währung auf Sri Lanka. Eine Rupie ist dabei in 100 (Sri-Lanka-)Cents (Abkürzung: S.L.Cts.) unterteilt. Sie wird von der Zentralbank von Sri Lanka ausgegeben.

## Geschichte
Im Jahre 1825 wurde das Britische Pfund zum offiziellen Buchungsgeld von Ceylon erklärt und ersetzte damit den Ceylonesischen Rixdollar mit einem Umrechnungsfaktor von 1 Pfund  = 13⅓ Rixdollar. Das britische Silbergeld wurde somit zum gesetzlichen Zahlungsmittel auf der Insel. In Pfund angegebene Banknoten wurden ab 1827 verausgabt und ersetzten die früheren Rixdollar-Noten. Bis Juni 1831 wurden die noch im Umlauf verbliebenen alten Noten aus dem Zahlungsverkehr gezogen und waren ab diesem Zeitpunkt nicht weiter gültig.
Die Indische Rupie wurde ab dem 26. September 1836 zur Standardmünze Ceylons, als die Insel zum indischen Währungsraum wechselte. Die Banknoten in Pfund Sterling blieben jedoch auch nach 1836 im Umlauf und wurden parallel zur Rupie als Zahlungsmittel akzeptiert. Als gesetzliches Zahlungsmittel blieb die britische Silbermünze erhalten und auch die kaufmännische Buchhaltung wurde weiterhin in Pfund, Schillings und Pence durchgeführt. Als Zahlungsmittel wurden dagegen immer mehr die Rupie und das Anna mit einem festgelegten Umtauschkurs von 2 Schillings pro Rupie (also 1 Pfund = 10 Rupien) bevorzugt. Die Bank of Ceylon war die erste Privatbank, die ab 1844 Banknoten auf der Insel verausgabte.
Die Indische Rupie wurde formal am 18. Juni 1869 zum uneingeschränkten gesetzlichen Zahlungsmittel. Am 23. August wurde die zuvor in 16 Anna, 64 Paisa und 192 Pai eingeteilte Rupie dezimalisiert und in 100 Cent unterteilt. Damit wurde sie zu Ceylons Geldmarktwährung und ab dem 1. Januar 1872 zu dem alleinigen gesetzlichen Zahlungsmittel, womit sie das britische Pfund mit einem Umtauschkurs von 1 Rupie = 2 Schillings und 3 Pence ersetzte.

## Münzen

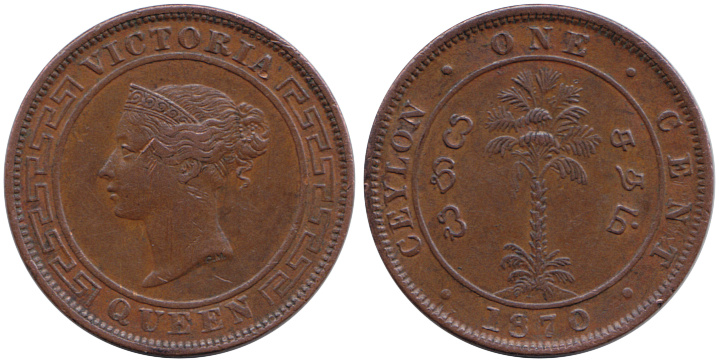
Münze 1 Cent 1870.

Im Jahre 1872 wurden Kupfermünzen in Werten von ¼, ½, 1 und 5 Cent mit Prägedatum von 1870 in den Verkehr gebracht, gefolgt ab 1892 von Silbermünzen im Wert von 10, 25 und 50 Cent. Die Herstellung der ¼-Cent-Münzen wurde 1904 eingestellt. Die großen 5-Cent-Münzen wurden ab 1909 durch kleinere Kupfer-Nickel-Münzen ersetzt, die eine quadratische Form mit abgerundeten Ecken aufwiesen. 1919 wurde der Silbergehalt von 0,800 auf einen Anteil von 0,550 reduziert.
Zwischen 1940 und 1944 wurde ein großräumiger Austausch des Münzgeldes durchgeführt. Die Herstellung der ½-Cent-Münze wurde ab 1940 eingestellt und die 1-Cent-Münze ab 1942 in Bronze gefertigt. Nickel-Messing ersetzte im gleichen Jahr die Kupfer-Nickel-Legierung der 5-Cent-Münze, wie auch ab 1943 das Silber bei den 25- und 50-Cent-Stücken. Im Jahre 1944 wurden gezähnte Nickel-Messingmünzen in Werten von 2 und 10 Cent eingeführt.
1963 wurde eine neue Münzserie ohne Porträt eines Monarchen eingeführt. Die verausgabten 1- und 2-Cent-Münzen bestanden aus Aluminium, 5 und 10 Cent aus Nickel-Messing, 20 Cent, 50 Cent und 1 Rupie aus Kupfer-Nickel. Eine Kupfer-Nickel-Münze zu 2 Rupien und eine Aluminium-Bronze-Münze zu 5 Rupien wurden schließlich 1984 eingeführt.
Die seit 1963 ausgegebenen Münzen tragen auf der Vorderseite den Wappenschild von Sri Lanka. Die Rückseite zeigt den Nennwert und darunter die Wertangabe in Sinhala, Tamil und Englisch sowie das Ausgabejahr am unteren Rand und der Aufschrift Sri Lanka in Sinhala am oberen Rand. Am 14. Dezember 2005 verausgabte die Zentralbank von Sri Lanka eine neue Münzserie in den Nennwerten von 25 und 50 Cent, 1, 2 und 5 Rupien. Die niedrigeren Nennwerte von 1, 2, 5 und 10 Cent, die ebenfalls eine gesetzliche Zahlungsfähigkeit besitzen, sind weitgehend aus dem Umlauf verschwunden und werden in der Regel von Banken nicht mehr ausgegeben.
Das Design der Vorder- und Rückseite der neuen Münzen sind mit den im Umlauf befindlichen Münzen des jeweiligen Nennwertes identisch, jedoch haben sich Gewicht und Legierung geändert, was eine Identifikation erleichtern soll.

### Aktuelle Münzen
| Aktuelle Münzen von Sri Lanka          | Aktuelle Münzen von Sri Lanka | Aktuelle Münzen von Sri Lanka | Aktuelle Münzen von Sri Lanka  | Aktuelle Münzen von Sri Lanka | Aktuelle Münzen von Sri Lanka | Aktuelle Münzen von Sri Lanka | Aktuelle Münzen von Sri Lanka | Aktuelle Münzen von Sri Lanka | Aktuelle Münzen von Sri Lanka |
| Bild                                   | Wert                          | Vorderseite                   | Rückseite                      | Metall                        | Abmessung                     | Gewicht                       | Dicke                         | Jahr                          |                               |
| -------------------------------------- | ----------------------------- | ----------------------------- | ------------------------------ | ----------------------------- | ----------------------------- | ----------------------------- | ----------------------------- | ----------------------------- | ----------------------------- |
| 25-Cent-Stück (Vorder- und Rückseite)  | 25 Cent                       | Wappenschild                  | Landesname, Datum und Nennwert | Kupferüberzogener Stahl       | 16,0 mm                       | 1,68 g                        | 1,2 mm                        | 2005                          |                               |
| lakdiva.org                            | 50 Cent                       | Wappenschild                  | Landesname, Datum und Nennwert | Kupferüberzogener Stahl       | 18,0 mm                       | 2,5 g                         | 1,4 mm                        | 2005                          |                               |
| 1-Rupien-Stück (Vorder- und Rückseite) | 1 Rupie                       | Wappenschild                  | Landesname, Datum und Nennwert | Messingüberzogener Stahl      | 20,0 mm                       | 3,65 g                        | 1,7 mm                        | 2005                          |                               |
| lakdiva.org                            | 2 Rupien                      | Wappenschild                  | Landesname, Datum und Nennwert | Nickelüberzogener Stahl       | 28,5 mm                       | 7,0 g                         | 1,5 mm                        | 2005                          |                               |
| lakdiva.org                            | 5 Rupien 10 Rupien            | Wappenschild                  | Landesname, Datum und Nennwert | Messingüberzogener Stahl      | 23,5 mm                       | 7,7 g                         | 2,7 mm                        | 2005                          |                               |

### Gedenkmünzen

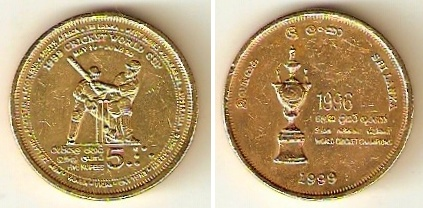
Gedenkmünze zu 5 Rupien anlässlich des Sieges Sri Lankas bei der Cricket-Weltmeisterschaft 1996.

Gedenkmünzen werden in Nennwerten von 100, 500, 1000 und 5000 Rupien verausgabt und sind ebenso im Umlauf.
Die bisher von der Zentralbank Sri Lankas herausgegebenen Gedenkmünzen sind:
- 1957 5 Rupien „2500. Buddha Jayanthi“
- 1968 2 Rupien „Zweiter Welternährungskongress“
- 1976 2 & 5 Rupien „5. Gipfelkonferenz der Blockfreien Staaten – Colombo“
- 1978 1 Rupien „Erste Präsidentschaft in Sri Lanka“
- 1981 5 Rupien „50. Gedenktag des allgemeinen Wahlrechts in Sri Lanka“
- 1981 2 Rupien „Forcierung des Mahaweli Projektes“
- 1987 10 Rupien „Internationales Jahr des Projektes Schulter für die Heimatlosen“
- 1990 500 Rupien „40. Jahrestag der Zentralbank von Sri Lanka“
- 1991 100 & 500 Rupien „5. Südasienspiele in Colombo – Dezember 1991“
- 1992 1 Rupien „3. Jahrestag der Amtseinführung von Präsident R. Premadasa“
- 1993 500 Rupien „2300. Anubudu Mihindu Jayanthi“
- 1995 2 Rupien „50. Jahrestag der United Nations Food and Agricultural Organisation“
- 1995 5 Rupien „50. Jahrestag der UNO“
- 1996 1 Rupien „50. Jahrestag des United Nations Children's Fund“
- 1998 10 & 1000 & 5000 Rupien „50. Jahrestag der Unabhängigkeit – Sri Lanka“
- 1999 1000 Rupien „Cricket Weltmeisterschaft 1996“
- 1999 1 Rupien „50. Jahrestag der Armee von Sri Lanka“
- 2000 1000 Rupien „50. Jahrestag Zentralbank von Sri Lanka“
- 2000 1 Rupien „50. Jahrestag der Marine von Sri Lanka“
- 2001 1 Rupien „50. Jahrestag der Luftwaffe von Sri Lanka“
- 2001 2 Rupien „50. Jahrestag des Colombo Plans“
- 2003 5 Rupien „250. Jahrestag der Kapitel von Syamopali Maha Nikaya, Asgiriya und Malwatta“ (Zwei Münzen)

## Banknoten
1895 führte die Regierung von Ceylon das erste Papiergeld in Form einer 5-Rupien-Note ein. Dieser folgte 1894 ein 10-Rupien-Schein, 1000 Rupien 1899, 50 Rupien 1914, 1 und 2 Rupien 1917 und 100 sowie 500 Rupien ab 1926. Im Jahre 1942 fand eine Notausgabe für 5-, 10-, 25- und 50-Cent-Scheine statt, die bis 1949 verausgabt wurden.
1951 übernahm die Zentralbank von Ceylon die Ausgabe des Papiergeldes mit der Einführung von Noten zu 1 und 10 Rupien. Diesen folgten 1952 Noten mit Nennwerten von 2, 5, 50 und 100 Rupien. Die 1-Rupie-Note wurde 1963 durch Münzen ersetzt.
Seit 1977 werden die Banknoten von der Zentralbank von Sri Lanka ausgegeben. 20-Rupien-Noten wurden 1979 eingeführt, gefolgt von 500 und 1000 Rupien im Jahre 1981, 200 Rupien 1998 und 2000 Rupien ab 2006. Das ungewöhnliche an den Banknoten Sri Lankas ist ihr Druck auf der Rückseite, der das Abbild vertikal darstellt. Die 200-Rupien-Nennwerte wurden 1998 auf einem Polymersubstrat gedruckt. Alle Banknoten werden dabei von der De la Rue Lanka Currency and Securities Print (Pvt) Ltd hergestellt, ein Joint Venture der Regierung Sri Lankas mit der De la Rue Gesellschaft, einer Druckerei im Vereinigten Königreich.
Die aktuell im Umlauf befindlichen Nennwerte sind:
- 10 Rupien
- 20 Rupien
- 50 Rupien
- 100 Rupien
- 200 Rupien (Noten aus Polymer von 1998 sind weiter im Umlauf)
- 500 Rupien
- 1000 Rupien
- 2000 Rupien (ausgegeben am 17. Oktober 2006)
- 5000 Rupien

### Banknotenserien
- 1951 „König George VI“
- 1952 „Queen Elizabeth II“
- 1956 „Wappenschild von Ceylon“
- 1962 „S. W. R. D. Bandaranaike Portrait“
- 1965 „Vignette von Parakramabahu, dem Großen“
- 1970 „S. W. R. D. Bandaranaike Portrait“
- 1975 „Wappenschild von Sri Lanka“
- 1979 „Fauna und Flora“
- 1981 „Geschichtliche und archäologische Themen“
- 1987 „Geschichtliche und fortschrittliche Themen“
- 1991 „Sri Lanka Kulturerbe“
- 1998 „50. Jahrestag der Unabhängigkeit von Sri Lanka“ (Erinnerungsnote zu 200 Rupien in Polymer)
- 2009 „Der Beginn von Frieden und Wohlstand in Sri Lanka“ (Erinnerungsnote zum Ende des Bürgerkriegs)

#### Kulturerbe-Serie
Die Kulturerbe-Serie erfuhr seit 1991 verschiedene Revisionen. Die Revision von 1995 besaß ein erhöhtes verborgenes Bild in der unteren Mitte auf der Vorderseite. Die Revision von 2001 wurde um einen breiten metallischen Streifen auf den 500- und 1000-Rupien-Noten ergänzt.